# Кирко (река)
Кирко — река в Мурманской области России. Протекает по территории Кандалакшского района. Правый приток Небло.
Длина реки составляет 11 км.
Берёт начало в озере Верхнее Кирко. Протекает по лесной, местами заболоченной местности в северном направлении. Берега реки покрыты ельником и березником. Порожиста. Проходит через озёра Среднее Кирко и Кирко. Населённых пунктов на реке нет.

## Данные водного реестра
По данным государственного водного реестра России относится к Баренцево-Беломорскому бассейновому округу, водохозяйственный участок реки — реки бассейна Белого моря от западной границы бассейна реки Нива до северной границы бассейна реки Кемь, без реки Ковда. Речной бассейн реки — бассейны рек Кольского полуострова и Карелии.
Код объекта в государственном водном реестре — 02020000712102000000090.